# Anisotome acutifolia
Anisotome acutifolia là một loài thực vật có hoa trong họ Hoa tán. Loài này được (Kirk) Cockayne ex Cheeseman mô tả khoa học đầu tiên năm 1925.